# Arachnaleyrodes insignis
Arachnaleyrodes insignis là một loài côn trùng cánh nửa trong họ Aleyrodidae, phân họ Aleyrodinae.
Arachnaleyrodes insignis được Bink-Moenen miêu tả khoa học đầu tiên năm 1983.